# NGC 5320
NGC 5320 је спирална галаксија у сазвежђу Ловачки пси која се налази на NGC листи објеката дубоког неба.
Деклинација објекта је + 41° 21' 58" а ректасцензија 13h 50m 20,2s. Привидна величина (магнитуда) објекта NGC 5320 износи 12,2 а фотографска магнитуда 12,9. Налази се на удаљености од 36,119 милиона парсека од Сунца. NGC 5320 је још познат и под ознакама UGC 8749, MCG 7-28-76, CGCG 218-56, CGCG 219-1, IRAS 13482+4136, PGC 49112.